# Herb gminy Unisław
Herb gminy Unisław – symbol gminy Unisław.

## Wygląd i symbolika
Herb przedstawia na tarczy w polu czerwonym złotego wspiętego psa, z uniesionym ogonem. Jest to nawiązanie do pieczęci miejscowego komtura krzyżackiego.